# Суперкубок Франции по футболу 2023
Суперкубок Франции по футболу 2023 (фр. Trophée des champions 2023) — 28-й розыгрыш Суперкубка Франции. В нём встретились чемпион Франции «Пари Сен-Жермен» и обладатель Кубка Франции «Тулуза». Матч состоялся 3 января 2024 года на стадионе «Парк де Пренс» в Париже.

## Отчёт о матче
| Пари Сен-Жермен           | 2:0     | Тулуза |
| ------------------------- | ------- | ------ |
| Ли Кан Ин 3′ · Мбаппе 44′ | (отчёт) |        |

| Пари Сен-Жермен | Тулуза |